# Bradysia alpicola
Bradysia alpicola är en tvåvingeart som först beskrevs av Johannes Winnertz 1867.  Bradysia alpicola ingår i släktet Bradysia och familjen sorgmyggor.
Artens utbredningsområde är Schweiz. Arten är reproducerande i Sverige. Inga underarter finns listade i Catalogue of Life.